# Quận Anderson, South Carolina
Quận Anderson là một quận trong tiểu bang South Carolina. Năm 2000, dân số quận này là 173.500 người; năm 2005, Cục điều tra dân số Hoa Kỳ ước tính dân số quận là 175.514 người. Quận lỵ đóng ở Anderson.6. Quận này thuộc vùng đô thị Anderson, South Carolina.
Quận được đặt tên theo nhà cách mạng thời chiến tranh cách mạng Mỹ Robert Anderson, quận nằm ở phía tây bắc bang South Carolina, dọc theo ranh giới với bang Georgia. Quận Anderson có 55.950 mẫu Anh (226 km2) hồ Hartwell.
Quận Anderson có Đại học Anderson.

## Địa lý
Theo Cục điều tra dân số Hoa Kỳ, quận có tổng diện tích 757 dặm Anh vuông (1.962 km²), trong đó, 718 dặm Anh vuông (1.860 km²) là diện tích đất và 39 dặm Anh vuông (102 km²) trong tổng diện tích (5.21%) là diện tích mặt nước.

### Các quận giáp ranh
- Quận Pickens, South Carolina - Bắc
- Quận Greenville, South Carolina - Đông bắc
- Quận Laurens, South Carolina - Đông
- Quận Abbeville, South Carolina - Nam
- Quận Elbert, Georgia - Tây nam
- Quận Hart, Georgia - Tây
- Quận Oconee, South Carolina - Tây bắc

## Thông tin nhân khẩu
Theo cuộc điều tra dân số2 tiến hành năm 2000, quận này có dân số 165.740 người, 65.649 hộ, và 47.276 gia đình sinh sống trong quận này. Mật độ dân số là 231 người trên mỗi dặm Anh vuông (89/km²). Đã có 73.213 đơn vị nhà ở với một mật độ bình quân là 102 trên mỗi dặm Anh vuông (39/km²).  Cơ cấu chủng tộc của dân cư sinh sống tại quận này gồm 81.56% người da trắng, 16,59% người da đen hoặc người Mỹ gốc Phi, 0.22% người thổ dân châu Mỹ, 0.42% người gốc châu Á, 0.02% người các đảo Thái Bình Dương, 0.40% từ các chủng tộc khác, và 0.79% từ hai hay nhiều chủng tộc.  1.11% dân số là người Hispanic hoặc người Latin thuộc bất cứ chủng tộc nào. 26.9% là người Mỹ, 10.6% người Ireland, 10.5% người Anh và 7.7% người Đức theo kết quả điều tra dân số năm 2000.
Có 65.649 hộ trong đó có 31.60% có con cái dưới tuổi 45 sống chung với họ, 55.00% là những cặp kết hôn sinh sống với nhau, 12.80% có một chủ hộ là nữ không có chồng sống cùng, và 28.00% là không gia đình. 24.30% trong tất cả các hộ gồm các cá nhân và 9.60% có người sinh sống một mình và có độ tuổi 65 tuổi hay già hơn.  Quy mô trung bình của hộ là 2.48 còn quy mô trung bình của gia đình là 2.94.
In the county, the population was spread out with 24.60% dưới độ tuổi 18, 8.40% từ 18 đến 24, 29.10% từ 25 đến 44, 24.30% từ 45 đến 64, và 13.70% người có độ tuổi 65 tuổi hay già hơn.  Độ tuổi trung bình là 37 tuổi. Cứ mỗi 100 nữ giới thì có 93.50 nam giới. Cứ mỗi 100 nữ giới có độ tuổi 18 và lớn hơn thì, có 90.20 nam giới.
Thu nhập bình quân của một hộ ở quận này là $36.807, và thu nhập bình quân của một gia đình ở quận này là $44.229. Nam giới có thu nhập bình quân $32.316 so với mức thu nhập $23.834 đối với nữ giới. Thu nhập bình quân đầu người của quận là $18.365. Khoảng 9.10% gia đình và 12.00% dân số sống dưới ngưỡng nghèo, bao gồm 15.30% những người có độ tuổi 18 và 13.80% là những người 65 tuổi hoặc già hơn.

## Các thành phố và thị trấn
Không hợp nhất
- Anderson
- Belton
- Clemson (territory in Pickens và Anderson Counties)
- Easley (territory in Pickens và Anderson Counties)
- Honea Path (territory in  Anderson and Abbeville Counties)
- Iva
- Pelzer
- Pendleton
- Starr
- West Pelzer
- Williamston

Hợp nhất
- Centerville
- Homeland Park
- La France
- Northlake
- Piedmont (territory in  Anderson and Greenville Counties)
- Powdersville
- Sandy Springs
- Townville